# 1830
1830 (MDCCCXXX) a fost un an obișnuit al calendarului gregorian, care a început într-o zi de vineri.

## Evenimente

### Ianuarie
- 13 ianuarie: Petre Ispirescu, scriitor român (d. 1887)

### Mai
- 13 mai: Ecuador își câștigă independența.

### Iunie
- 26 iunie: William IV îi succede lui George IV al Angliei.

### Iulie
- 5 iulie: Franța invadează Algeria.

### Septembrie
- 15 septembrie: Anglia: Este dat în funcțiune primul tren de călători din lume, tractat de locomotive (Manchester - Liverpool)

## Arte, știință, literatură și filozofie
- Eugène Delacroix pictează Libertatea conducând poporul
- Hector Berlioz compune Simfonia fantastică
- Stendhal scrie Roșu și negru
- Victor Hugo scrie Hernani

## Nașteri
- 15 martie: Paul von Heyse, scriitor german, laureat al Premiului Nobel (d. 1914)
- 11 aprilie: Emanoil Bacaloglu, fizician, chimist și matematician român, de origine grec (m. 1891)
- 20 mai: Hector Malot, scriitor francez (d.1907)
- 28 mai: Carl Filtsch, pianist și compozitor sas (d. 1845)
- 10 iulie: Camille Pissarro, pictor francez (d. 1903)
- 18 august: Împăratul Franz Joseph al Austriei (d. 1916)
- 19 august: Julius Lothar Meyer, chimist german (d. 1895)
- 10 decembrie: Emily Dickinson, poetă americană (d. 1886)

## Decese
- 26 iunie: Regele George IV al Angliei (n. George Augustus Frederick), 67 ani (n. 1762)
- 1 decembrie: Papa Pius VIII (n. Francesco Saverio Maria Felice Castiglioni), 69 ani (n. 1761)
- 17 decembrie: Simón Bolívar (n. Simón José Antonio de la Santísima Trinidad Bolívar y Palacios Ponte y Blanco), 47 ani, lider revoluționar venezuelean, președinte al Venezuelei, Peru și Boliviei (n. 1783)

### Nedatate
- ianuarie: Charlotte de Spania (n. Carlota Joaquina Teresa Caetana), 54 ani, soția regelui Ioan al VI-lea al Portugaliei (n. 1775)